# Evangelický kostel (Pezinok)
Evangelický kostel v Pezinku je klasicistní kostel sloužící bohoslužebným účelům Evangelické církve augsburského vyznání na Slovensku.
Kostel byl vystavěn roku 1783. V letech 1858–1863 byl upraven a byla k němu přistavěna nová věž. Autorství oltářního obrazu se připisuje Janu Kupeckému. 
Kostel je od roku 2018 památkově chráněn.